# アントル・ドゥー・メール
アントル・ドゥー・メール(Entre-Deux-Mers)は、フランスのアキテーヌ地域圏ジロンド県で生産されるボルドーワインのAOCのひとつ。

## 概要
「アントル・ドゥー・メール」とは、「二つの海の間」の意味で、ガロンヌ川とドルドーニュ川の二つの大河を海に見立てた名称であり、これらの川が合流してジロンド川になる部分の上流にある、二つの川に挟まれた三角地帯を指す。
この地区で作られるワインは、辛口で軽めの白ワインが有名であり、地区名のAOCに認定されている。同地区では赤ワインも作られており、赤は基本的にAOCボルドーに認定されているが、「グラーヴ・ド・ヴェール」と「サント・フォア・ボルドー」は地区名のAOCに認定されている。
白はソーヴィニョン・ブラン、セミヨン、ミュスカデルのぶどう品種から作られ、ジロンド川の河口付近で捕れる生ガキと一緒に飲むといいと言われている。赤はメルローが主体となっている。
赤・白いずれもボルドーワインとしてはリーズナブルな価格帯（日本円で千円から1万円程度）で販売されている。